# Дунилово (Ивановская область)
Дуни́лово — село в Шуйском районе Ивановской области России. Входит в Введенское сельское поселение.

## География
Село Дунилово находится в 17 км к северу от города Шуи и в 39 км от областного центра города Иваново. Через село протекает река Теза, на противоположном берегу которой стоит село Горицы. Всего 18 улиц.

## История
В первой половине XVI столетия село принадлежало князю Михаилу Горбатову, как это видно из его духовной грамоты, писанной в 1535 году; в этой грамоте князь «село Дунилово с деревнями и со всеми угодьи и с хлебом» завещал «жене своей Анне до её живота, а после её живота, в том селе и в деревнях ведает Бог да Государь». После смерти супруги князя Дунилово перешло в Государево дворцовое ведомство.
В начале 1609 года в разгроме отряда польско-литовских интервентов в Дунилове принимало участие кинешемское ополчение во главе с воеводой Фёдором Боборыкиным.
В 1685 году царями Иоанном и Петром Алексеевичами Дунилово пожаловано было в вотчину царскому тестю, боярину Фёдору Лопухину, как видно из писцовой книги Кондырева, в которой записано: «193 г. Великие Государи, Цари и Великие Князья Иоанн Алексеевич и Петр Алексеевич, всея Великия и Малые и Белые России Самодержцы, пожаловали то село Дунилово и Мордовскую волость, со крестьяны и с бобыли, и со всеми угодьи, в вотчину боярину Феодору Абрамовичу Лопухину; — и ся выпись выписана из приказу большого дворца; дати ему, Федору Абрамовичу, по челобитной его и по помете на челобитной дьяка нашего Григорья Посникова, за справкою Ивашки Лисина».
В описи села Дунилова писца Якова Кондырева и подьячего Чернецова 1682 года о Дунилове сообщается: «лета 7140, в Суздальском уезде, Матнинского стану, дворцовое село Дунилово, на реке на Тезе; а в нём церковь во имя Покрова Пресвятые Богородицы, древянна, вверх шатровая, да придел Иоанна Богослова, да церковь теплая древянна, клецка, во имя Всех Святых; да в селе ж Дунилове церковь — Благовещение Христово, древянна, образа, кресты напрестольные, колокола и всякая утварь, — строение мирское; да на церковной же Благовещенской земле одиннадцать келей; а в них живут шестьнадцать черноризиц. Да в селе ж Дунилове, на реке на Тезе, мельница, на оброке у пашенных крестьян, у Матюшки Михайлова с товарищи; а откупу платят по 16 рублев, по 10 алтын с деньгою, — на год; кабак за пашенным крестьянином, за Михаилом Васильевым с товарищи; оброку они платят с того кабака по пятисот по девяносту рублев по четыре деньги на год, в приказ большого дворца. — Да на реке на Тезе, с половины мосту рыбные ловли, у пашенных крестьян, у Матюшки Михайлова с товарищи; — оброку, пошлин, тринадцать рублев четыре алтына две деньги; да с другова мосту, что промеж села Дунилова, и Благовещенского монастыря, в откупу за нашейным крестьянином Ваською Вадлиным; и откупу он платит в приказ большого дворца, по два рубля по 24 алтына по две деньги на год. А всех дворов в Дунилове 178, из них 120 дворов крестьянских пашенных, 37 бобыльских; остальные церковных причетников и монастырские. На площади ряд — 87 лавок, 7 анбаров, 40 навесов, 16 полков, 2 харчевни, 4 кузницы, 3 солодовни. Да под селом Дуниловым и к селу принадлежащей земли пашенной, церковной худой, 48 четей; лесной порости по пашням — 16 четей в одном поле, ещё в двух по тому ж. Сена церковного 70 копен. — Государевы десятильные пашни 50 десятин, сена 30 копен мерных. Да крестьянской пашни пахотные худой 512 четей, — перелесом и лесом поросло, по пашне 1,281 четь; сена крестьянского 1,208 десятин, лесу дровяного и болотного 346 десятин; лесу чёрного вообще с деревнями 23 версты, поперег тож, а инде больше, а инде меньше».
Уже в начале XVI века в Дунилове было 178 дворов, в то время как в Шуе всего 150. Во время польско-литовской интервенции жители села Дунилово и окрестных деревень вместе с кинешемцами разбили войска неприятеля и гнали уцелевших до самого Суздаля.
В начале XIX века Дунилово по количеству жителей не уступало Кинешме.
В «Настольной и дорожной книге для русских людей» село названо промышленно-торговым. Периодически в селе проводились широкие ярмарки, где торговали сельским товаром, шерстью и тканями.
Необычны сохранившихся в Дунилово и Горицах до 10 крупных хозяйственных построек с крышами цилиндрического типа, выполненные из простого кирпича без других опор. Даже проломы не лишили такие крыши несущей способности. Подобные перекрытия встречаются в постройках 19 в церковной архитектуре, например, запущенная имеется в Ростове.
Из-за удобного расположения через село веками проходил традиционный путь из Санкт-Петербурга в Нижний Новгород («Аракчеевская бульварная дорога»).
В годы коллективизации организован колхоз «Путь к победе». В 1950 году артели сёла Дунилово и Горицы объединили в один колхоз имени Крупской.

## Население
| 1859 | 1897  | 1905  | 2010 |
| ---- | ----- | ----- | ---- |
| 1500 | ↘1378 | ↗1784 | ↘581 |

## Инфраструктура
Общая протяжённость улиц и дорог в селе — 6,17 км. Централизованная система водоснабжения. Село газифицировано. Имеется дом культуры, библиотека и филиал Шуйской ЦРБ.

## Достопримечательности
- Ансамбль Покровской церкви — памятник архитектуры федерального значения, включающий в себя колокольню, летнюю церковь Покрова Пресвятой Богородицы (1685—1704 гг.), зимнюю церковь Всех святых (1742 г.) и ограду с воротами и башнями нач. XIX в.
- Храмовый ансамбль бывшего Благовещенского монастыря — памятник архитектуры федерального значения, состоящий из Благовещенской летней церкви (1675 г., 1685 г., 1-я пол.19 в.), теплой Казанской (1685 г., 1888 г.) и ворот ограды XVIII в.
- Свято-Успенский женский монастырь (в прошлом Воробьёва пустынь) — церковь Покровская зимняя (1848 г.), церковь Успенская летняя (1819 г.) и ворота ограды XIX в.
- Часовня-купальня иконы Божией Матери «Живоносный источник», построенная над почитаемым святым источником на территории Успенского Дуниловского женского монастыря
- Крестовоздвиженская церковь (1821 г.)
- Ансамбль кладбищенской Преображенской церкви (1821) и ворот кладбища
- Часовня у дороги Святителя Николая (нач. XIX в.)
- Комплекс волостной больницы (нач. XX в.), включает в себя здание больницы, дом для врачей, здание богодельни
- Жилой дом Балина с воротами (середина XIX века)
- Палатка (пекарня) кон. XIX в.
- Хозяйственная постройка кон. XVIII в. (здание сельской электростанции) — в 1925 году в здании открыта первая в Шуйском районе электростанция
- Место сражения народного ополчения с польско-литовскими интервентами (Установлен поклонный крест)
- Обелиск (1965) установленный в память погибших в ВОВ
- Памятник герою Советского Союза К. И. Кораблеву
- Музей в селе Дунилово, открыт в 2017 году, в нем располагается уже 371 экспонат, экспозиция пополняется[10]

## Люди, связанные с селом
- Константин Сергеевич Семеновский — русский советский поэт.
- Константин Иванович Кораблёв — Герой Советского Союза.
- Кочетков, Юрий Алексеевич — советский и российский ученый в областях теории стрельбы и баллистики авиационных средств поражения и теории автоматического управления. Доктор технических наук (1955 г.), профессор (1958 г.), Участник Великой Отечественной войны.